# Distretto di Strzelin
Il distretto di Strzelin (in polacco powiat strzeliński) è un distretto polacco appartenente al voivodato della Bassa Slesia.

## Geografia antropica

### Suddivisioni amministrative
Il distretto comprende 5 comuni.
- Comuni urbano-rurali: Strzelin, Wiązów
- Comuni rurali: Borów, Kondratowice, Przeworno